# Ustka Uroczysko
Ustka Uroczysko – przystanek osobowy w Ustce, w województwie pomorskim, w Polsce. Przystanek został uruchomiony wraz z nowym rozkładem jazdy pociągów w grudniu 2019.

## Ruch pasażerski
| Rok  | Wymiana pasażerska na dobę |
| ---- | -------------------------- |
| 2017 | –                          |
| 2022 | 700-999                    |